# Robert Campbell (explorateur)
Pour les articles homonymes, voir Robert Campbell et Campbell.
Robert Campbell, (21 février 1808 - 9 mai 1894) était un explorateur, négociant en fourrures, employé de la Compagnie de la Baie d'Hudson. Il a exploré une grande partie du sur du Yukon au Canada, autour du bassin de la rivière Liard, et du lac Frances, au confluent du fleuve Yukon et de la rivière Pelly.
Il a établi plusieurs comptoirs, à Fort Frances, et à Fort Selkirk.
Le pic Campbell, au sud de la Colombie-Britannique, et la Robert Campbell Highway, au Yukon, portent son nom.